# IC 1365
IC 1365 је елиптична галаксија у сазвјежђу Ждријебе која се налази на листи објеката дубоког неба у Индекс каталогу.
Деклинација објекта је + 2° 33' 55" а ректасцензија 21h 13m 56,0s. Привидна величина (магнитуда) објекта IC 1365 износи 13,7 а фотографска магнитуда 14,7. IC 1365 је још познат и под ознакама MCG 0-54-7, CGCG 375-15, 2ZW 108, VV 508, multiple system, PGC 66381.